# NGC 7069
NGC 7069 ist eine elliptische Galaxie mit aktivem Galaxienkern vom Hubble-Typ E/S0 im Sternbild Aquarius auf der Ekliptik. Sie ist schätzungsweise 421 Millionen Lichtjahre von der Milchstraße entfernt und hat einen Durchmesser von etwa 160.000 Lichtjahren.
Im selben Himmelsareal befinden sich u. a. die Galaxien IC 1381, IC 1383, IC 1385, IC 1387.
Das Objekt wurde am 12. Oktober 1863 von Albert Marth entdeckt.